# Mervyn Frost
Mervyn Frost (* 1947) ist ein südafrikanischer Politikwissenschaftler.

## Leben
Frost studierte an der University of Stellenbosch (BA, MA, DPhil) und als Rhodes-Stipendiat an der University of Oxford (BPhil). Er unterrichtete zunächst an der University of Cape Town und der Rhodes University. Danach besetzte er den Chair für Politikwissenschaft an der Universität von Natal in Durban (Südafrika), wo er auch Dekan wurde. 1996 wurde er Professor für Internationale Beziehungen an der University of Kent in Canterbury.
2003 wurde er Professor für Internationale Beziehungen am Centre for International Relations am King’s College London. Von 2007 bis 2013 war er Leiter des dortigen Department of War Studies (DWS).
Er war zudem Präsident der South African Association of Political Studies sowie Herausgeber der Zeitschrift Politikon und ist derzeit Mitglied des Editorial Boards mehrerer Zeitschriften. Frost war im Executive Committee der International Studies Association (ISA) und bis 2008 Chairman der International Ethics Section der ISA.